# Landtagswahlkreis Freiburg I
Der Wahlkreis Freiburg I (Wahlkreis 46) ist ein Landtagswahlkreis in Baden-Württemberg. Er umfasste bei der Landtagswahl 2021 die Stadtteile Altstadt, Ebnet, Günterstal, Herdern, Kappel, Littenweiler, Mittelwiehre, Neuburg, Oberau, Oberwiehre und Waldsee des Stadtkreises Freiburg, die Gemeinden Breitnau, Buchenbach, Eisenbach (Hochschwarzwald), Feldberg (Schwarzwald), Friedenweiler, Glottertal, Gundelfingen, Heuweiler, Hinterzarten, Kirchzarten, Lenzkirch, Löffingen, Oberried, St. Märgen, St. Peter, Schluchsee, Stegen und Titisee-Neustadt des Landkreises Breisgau-Hochschwarzwald sowie die Gemeinden Bernau im Schwarzwald, Dachsberg (Südschwarzwald), Häusern, Höchenschwand, Ibach, St. Blasien und Todtmoos des Landkreises Waldshut.
Die Grenzen der Landtagswahlkreise wurden nach der Kreisgebietsreform von 1973 zur Landtagswahl 1976 grundlegend neu zugeschnitten und seitdem nur punktuell geändert. Der Wahlkreis Freiburg I umfasste zunächst nur die östlichen Stadtbezirke der Stadt Freiburg und den Ostteil des Landkreises Breisgau-Hochschwarzwald. Infolge überdurchschnittlichen Bevölkerungswachstums im benachbarten Wahlkreis Waldshut wurden zur Landtagswahl 1992 erstmals Umgruppierungen notwendig. Deswegen wurden aus diesem Wahlkreis die Gemeinden Bernau im Schwarzwald, Dachsberg (Südschwarzwald), Häusern, Höchenschwand, Ibach, St. Blasien und Todtmoos zusätzlich dem Wahlkreis Freiburg I zugeordnet. Ab der Landtagswahl 2011 gehörten auch die Gemeinden Bonndorf im Schwarzwald, Grafenhausen, Ühlingen-Birkendorf und Wutach zum Wahlkreis Freiburg I. Der Wahlkreis ist der einzige Landtagswahlkreis in Baden-Württemberg, zu dem Gemeinden aus drei unterschiedlichen Stadt- bzw. Landkreisen gehören.

## Wahl 2021
Die Landtagswahl 2021 hatte folgendes Ergebnis:
| Direktkandidat        | Partei       | Stimmen in % | Landtagswahl 2016 Stimmen in % |
| --------------------- | ------------ | ------------ | ------------------------------ |
| Daniela Evers         | Grüne        | 40,2         | 38,9                           |
| Manuel Herder         | CDU          | 19,4         | 25,6                           |
| Daniel Rottmann       | AfD          | 5,1          | 8,4                            |
| Jennifer Sühr         | SPD          | 11,2         | 11,7                           |
| Marianne Schäfer      | FDP          | 7,5          | 7,5                            |
| Pascal Blank          | DIE LINKE    | 6,8          | 4,8                            |
| Peter Uhrmeister      | ödp          | 0,8          | 0,6                            |
| Kai Koebel            | Die PARTEI   | 1,5          | 0,7                            |
| Johannes Gröger       | Freie Wähler | 2,9          | –                              |
| Julius Erminas        | Bündnis C    | 0,2          | –                              |
| Wolfgang Daubenberger | dieBasis     | 1,3          | –                              |
| Alexander Grevel      | KlimalisteBW | 1,5          | –                              |
| Malte Wendt           | WiR2020      | 0,6          | –                              |
| Lisa Weinfurtner      | Volt         | 0,9          | –                              |
| –                     | Sonstige     | –            | 1,8                            |

## Wahl 2016
Die Landtagswahl 2016 hatte folgendes Ergebnis:
| Direktkandidat       | Partei           | Stimmen in % | Landtagswahl 2011 Stimmen in % |
| -------------------- | ---------------- | ------------ | ------------------------------ |
| Reinhold Pix         | Grüne            | 39,0         | 34,5                           |
| Klaus Schüle         | CDU              | 25,5         | 32,6                           |
| Walter Krögner       | SPD              | 11,7         | 21,9                           |
| Andreas Juschkat     | AfD              | 8,4          | –                              |
| Jens-Arne Buttkereit | FDP              | 7,5          | 4,9                            |
| Lothar Schuchmann    | DIE LINKE        | 4,8          | 2,6                            |
| Sonja Ellen Hösl     | Tierschutzpartei | 1,0          | –                              |
| Simeon Müller-Götte  | Die PARTEI       | 00,7         | –                              |
| Sedat Tok            | ödp              | 0,6          | 0,9                            |
| Philipp Porep        | ALFA             | 00,5         | –                              |
| Wolfgang Döring      | REP              | 0,2          | 0,5                            |

## Wahl 2011
Die Landtagswahl 2011 hatte folgendes Ergebnis:
| Direktkandidat                | Partei    | Stimmen in % | Landtagswahl 2006 Stimmen in % |
| ----------------------------- | --------- | ------------ | ------------------------------ |
| Klaus Schüle                  | CDU       | 32,6         | 40,9                           |
| Walter Krögner                | SPD       | 21,9         | 21,8                           |
| Nikolaus von Gayling-Westphal | FDP       | 04,9         | 09,1                           |
| Reinhold Pix                  | Grüne     | 34,5         | 21,9                           |
| Armin Wolff                   | DIE LINKE | 02,6         | WASG: 3,1                      |
| Reinhard Klehn                | REP       | 00,5         | 01,2                           |
| Thomas Stöckle                | NPD       | 00,4         | –                              |
| Karl Hug                      | ödp       | 00,9         | 00,4                           |
| Peter Uhrmeister              | PBC       | 00,3         | 00,0                           |
| Fabian Baur                   | Piraten   | 01,4         | –                              |
| –                             | Sonstige  | −            | 01,4                           |

## Wahl 2006
Die Landtagswahl 2006 hatte folgendes Ergebnis:
| Direktkandidat    | Partei               | Stimmen in % | Landtagswahl 2001 Stimmen in % |
| ----------------- | -------------------- | ------------ | ------------------------------ |
| Klaus Schüle      | CDU                  | 40,0         | 39,7                           |
| Reinhold Pix      | Grüne                | 23,2         | 17,3                           |
| Gustav-Adolf Haas | SPD                  | 22,3         | 30,9                           |
| Herta König       | FDP                  | 08,5         | 08,1                           |
| Edmond Jäger      | WASG                 | 03,2         | –                              |
| Peter Bulke       | REP                  | 01,2         | 02,1                           |
| Christa Jenke     | Die Tierschutzpartei | 00,7         | 01,1                           |
| Hubert Wagner     | Die PARTEI           | 00,4         | –                              |
| Matthias Zastrow  | ödp                  | 00,4         | 00,7                           |
| Heide Ramme       | ADM                  | 00,2         | –                              |
| –                 | Sonstige             | –            | 00,3                           |

## Abgeordnete seit 1976
Bei den Landtagswahlen in Baden-Württemberg hat jeder Wähler nur eine Stimme, mit der sowohl der Direktkandidat als auch die Gesamtzahl der Sitze einer Partei im Landtag ermittelt werden. Dabei gibt es keine Landes- oder Bezirkslisten, stattdessen werden zur Herstellung des Verhältnisausgleichs unterlegenen Wahlkreisbewerbern Zweitmandate zugeteilt.
Den Wahlkreis Freiburg I vertraten seit 1976 folgende Abgeordnete im Landtag:
| Partei | Art des Mandats | Gewählte |
| ------ | --------------- | --- |
| CDU    | Erstmandat      | Hans Filbinger 1976 Ludger Reddemann 1980, 1984, 1988, 1992, 1996 Klaus Schüle 2001, 2006 |
| Grüne  | Erstmandat      | Reinhold Pix 2011, 2016 Daniela Evers 2021 |
| Grüne  | Zweitmandat     | Hans Dietrich Erichsen 1980 Hans-Dieter Stürmer 1984 Johanna Maria Quis 1988, Mandat niedergelegt zum 3. Juli 1990 Barbara Schroeren-Boersch, nachgerückt am 4. Juli 1990 Walter Witzel 1992, 1996, 2001 Reinhold Pix 2006 |
| SPD    | Zweitmandat     | Jürgen Meyer 1976 Gustav-Adolf Haas 1992, 2001, 2006, Mandat niedergelegt zum 5. November 2009 Walter Krögner, nachgerückt am 6. November 2009                                                                             |
| FDP    | Zweitmandat     | Klaus Rösch 1976 |